# 리라이트 (노래)
〈리라이트〉(일본어: リライト, Rewrite)는 ASIAN KUNG-FU GENERATION의 노래이다. 이 그룹의 다섯 번째 싱글로서 2004년 8월 4일에 Ki/oon Records에 의해 발매되었다.

## 설명
타이틀곡은 TV 애니메이션 《강철의 연금술사》의 오프닝 테마로 사용되었으며 싱글로서는 밴드 최초의 애니메이션 타이업이 되었다.
일본 애니메이션을 대상으로 한 제1회 아메리칸 애니메이션 어워드에서는 'Rewrite'로서 베스트 주제가상을 수상했다.
당초에 CCCD로서 발매되었지만 그쪽은 폐반되었다. 가사 카드에 오류가 있어 공식 홈페이지에서 회수를 호소했다.
2019년 3월 1일에는 소니 뮤직 엔터테인먼트의 애니메이션 송 인기 투표인 '헤이세이 애니송 대상'에서 아티스트송상(2000년~2009년)에 선출되었다.

## 곡 목록
전체 작사·작곡: 고토 마사후미
| #            | 제목                                        | 재생 시간 |
| ------------ | ------------------------------------------- | --------- |
| 1.           | 〈Rewrite〉 (リライト Riraito)              | 3:47      |
| 2.           | 〈Yūgure no Aka〉 (夕暮れの紅 Crimson Dusk) | 4:16      |
| 총 재생 시간 | 총 재생 시간                                | 8:03      |

## 인증
| 국가                                                  | 인증     | 판매량/출하량 |
| ----------------------------------------------------- | -------- | ------------- |
| 일본 (RIAJ) CD                                        | 골드     | 100,000^      |
| 일본 (RIAJ) Digital                                   | 플래티넘 | 250,000*      |
| *판매량을 기반으로 한 인증 ^출하량을 기반으로 한 인증 |          |               |